# Торговый дом Канаплиной
Торговый дом Канаплиной (другой вариант наименования — Дом Конопленых) — памятник архитектуры и градостроительства во Владикавказе, Северная Осетия. Выявленный объект культурного наследия России и культурного наследия Северной Осетии. Находится в исторической части города на улице Никитина, д. 15.
Двухэтажный дом из красного кирпича в архитектурном стиле модерн построен в 1903 году на Кизлярской улице по заказу члена городской управы Алексея Канаплина. Автор проекта — городской инженер-архитектор Н. Д. Малама.
На первом этаже находился крупнейший во Владикавказе писчебумажный магазин, который содержала супруга собственника Клавдия Васильевна Канаплина. Под первым этажом находился подвал, используемый для склада. На втором этаже находились жилые помещения владельца.
Архитектура
Фундамент здания — бутовый. Цоколь высотой 20 см сделан из плотного естественного камня. Оконные проёмы первого этажа подняты на всю высоту торгового зала. В западной части здания над вторым этажом находится небольшое навершие, над которым возвышается острый шпиль с флюгером. Окна второго этажа имеют криволинейные очертания.